# 7,62 × 39 mm

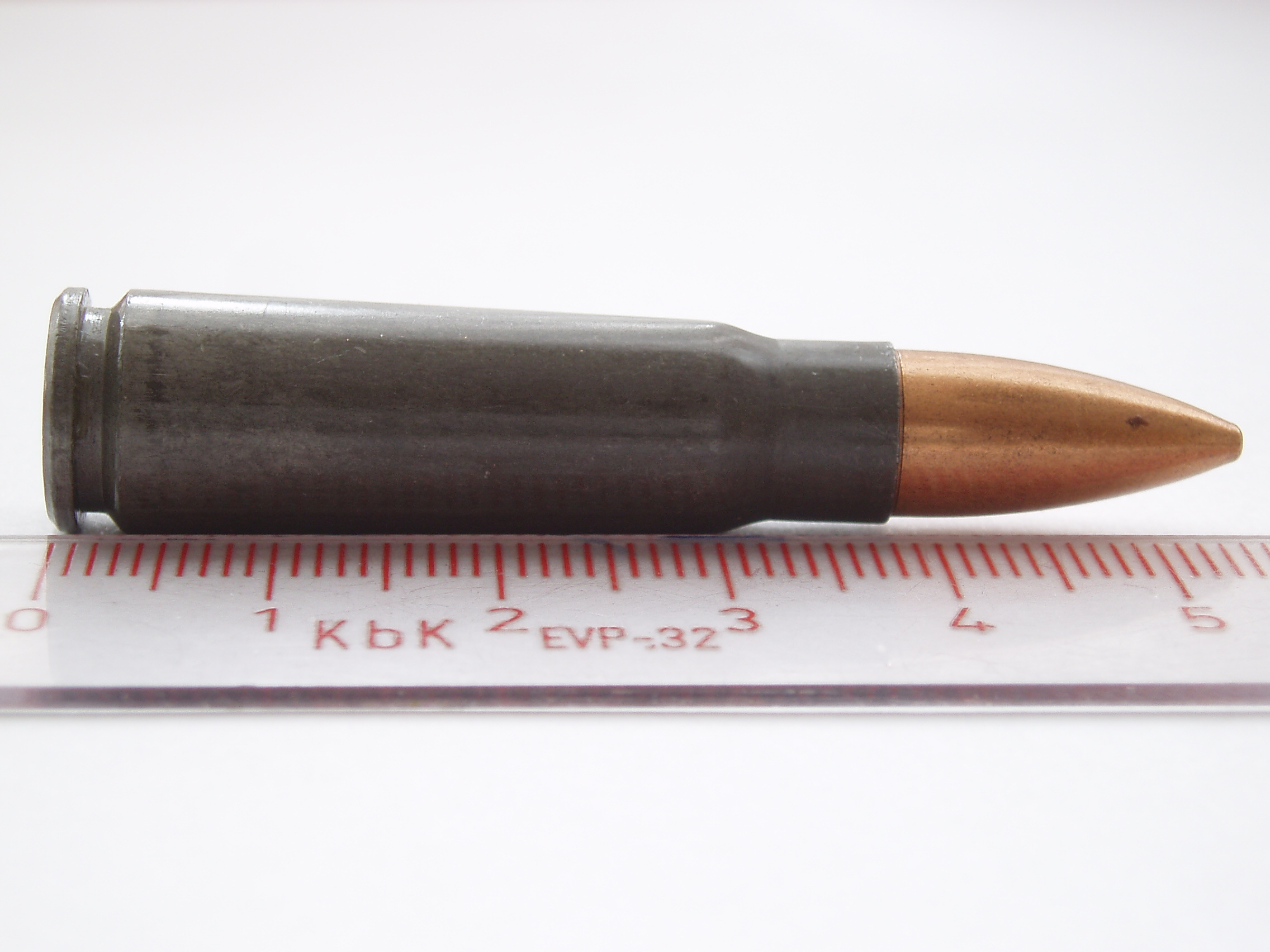
Vista lateral d'un cartutx 7,62 × 39 mm amb beina d'acer

El 7,62 × 39 mm és un  cartutx per a fusells de la Unió Soviètica dissenyat a finals de la Segona Guerra Mundial.

## Història
El 15 de juliol de 1943 el Comissariat el Poble per les Armes de l'URSS va decidir que calia dissenyar un nou cartutx mitjà que seria utilitzat per la infanteria soviètica. La decisió es va veure motivada després de tenir accés a l'innovador fusell d'assalt alemany Sturmgewehr 44 i als fulles M1 Garand nord-americans. Els estrategs soviètics també van decidir que aquesta nova munició s'empraria en un ampli rang d'armes lleugeres: fusells, metralladores i fusells d'assalt.
La tasca de disseny fou assignada a un comitè tècnic liderat per N.M. Elizarov (Н.М. Елизаров) i assistit per P.V. Ryazanov (П.В. Рязанов), B.V. Semin (Б.В. Семин) i I.T. Melnikov (И.Т. Мельников). Aquest alhora van col·laborar amb dissenyadors d'armes de renom com Fedorov, Tokarev, Simonov and Shpagin. Fins a 314 dissenys teòrics de cartutxos foren proposats, dels quals se'n va seleccionar 8 models com a prototips. Aquest foren examinats en tests de camp fins a seleccionar el model definitiu. El nou cartutx es va començar a produir en massa a partir del març de 1944. Seguint la decisió d'implementar aquest cartutx en múltiples armes l'any 1944 s'inicià una competició intensa entre diversos nous dissenys d'armes que en feien ús. Un dels models que sorgí poc després de la guerra fou el fusell d'assalt AK-47 àmpliament difós i conegut.

## Mides de cartutx
El cartutx 7,62 × 39 mm conté 2,31 ml (35,6 grans) de propel·lent.
Mides màximes de cartutx de 7,62 × 39 mm segons la C.I.P.. Totes les mesures són en mm).
El ratllat comú és de 4 solcs, amb un diàmetre intern de 7.62 mm i un dels solcs de 7.92 mm. El ratio de gir (distància que cobreix el cartutx dins del canó ratllat per a una revolució completa) és de 240 mm. Per altra banda el pistó és de percussió del tipus petit per a fusell. Segons les especificacions oficials una beina d'aquest cartutx pot suportar fins a 355 MPa (51,488 psi) de pressió.